# Ryūichi Kawamura
Ryūichi Kawamura  (河村隆一?, Kawamura Ryūichi), pseudonimo di Ryūichi Takano (高野隆一?, Takano Ryūichi; Machida, 20 maggio 1970), è un cantante, compositore e attore giapponese.
Cantante dei Luna Sea, famoso gruppo j-rock/visual kei degli anni novanta, ha iniziato la sua carriera solista nel 1997) e, dal 2004, in un gruppo musicale chiamato Tourbillon, assieme a Inoran (ex-chitarrista dei Luna Sea) e Hiroaki Hayama (compositore e paroliere).
Ha anche recitato in diversi film e dorama, tra i quali Ningen Shikkaku (Picaresque), Futari, Kowloon de aimashou e Narita rikon.